# 科尔泽利奥-埃沃斯莫斯
科尔泽利奥-埃沃斯莫斯（希臘語：Κορδελιό-Εύοσμος）是希腊中马其顿大区塞萨洛尼基专区的市镇，行政中心为埃沃斯莫斯。市镇面积为13.36平方公里，2021年人口数量为105,352人。
此市镇设立于2011年地方政府改革中，由原两个市镇合并而成，原市镇则成为此市镇的两个市区。